# Salamandra corsica
La salamandra corsica (Salamandra corsica Savi, 1838) è un anfibio caudato appartenente alla famiglia dei Salamandridi endemico della Corsica. In passato, era considerata come una sottospecie della salamandra pezzata, dall'areale molto più esteso ma diffusa unicamente sul continente, alla quale somiglia moltissimo nell'aspetto.

## Descrizione
La salamandra corsica è un salamandride terrestre grande e robusto, dalla struttura relativamente tozza, con capo tondeggiante e dita corte. Le sue parti superiori nere e gialle, lucide, esibiscono marcature variabili formate da macchie gialle di dimensioni da piccole a medie, con queste ultime che a volte appaiono come «spezzettate». Non esibiscono invece mai bande allungate, come quelle visibili in alcune sottospecie della salamandra pezzata. Ha una lunghezza totale di 15-21 cm.

## Biologia
La salamandra corsica è molto somigliante alla salamandra pezzata, pur non essendone una parente stretta. Si tratta di un Urodelo terrestre notturno, che può essere osservato soprattutto dopo precipitazioni. Si nutre di gasteropodi, bruchi, vermi e artropodi come ragni e insetti. In genere questa specie depone larve viventi nei ruscelli, e solo di rado piccoli completamente sviluppati.

## Distribuzione e habitat
Questa specie vive esclusivamente in Corsica ad altitudini di 50-1750 m, con una maggiore concentrazione ad altitudini medie, comprese tra 500 e 1300 m. Vive soprattutto nelle foreste umide di latifoglie miste delle regioni occidentali e centrali, dove si trova spesso sotto le pietre, nelle vicinanze di corsi d'acqua.